# یان انگلرت
یان الکساندر اِنگلرت (لهستانی: Jan Aleksander Englert؛ زادهٔ ۱۱ مهٔ ۱۹۴۳) بازیگر اهل لهستان است. از سال ۲۰۰۳ به عنوان مدیر هنری تئاتر ملی ورشو خدمت کرده است. آثار او در سطح بین‌المللی مورد توجه قرار گرفته است. در ماه مه ۲۰۰۱، عنوان «استاد افتخاری آکادمی هنرهای تئاتر روسیه» در مسکو به او اعطا شد. در سال ۲۰۰۱ رئیس‌جمهور لهستان الکساندر کواشنیوسکی، نشان افتخار تولد لهستان را به او اهدا کرد.
از فیلم‌ها یا برنامه‌های تلویزیونی که وی در آن نقش داشته‌است، می‌توان به کیلر، سرنوشت‌های لهستانی، قمار فوتبال، یک داستان بسیار کریسمسی، مروارید دیهیم، مادام کاملیا، عالی‌مقام، ۱۹۳۹ نبرد وسترپلاته، پیمان ورشو، سنگ، خیوکا، رانندگان جایگزین، گفتار پایانی نورنبرگ، بوکسور، خوشنام، دستورالعمل زندگی، نمک زمین سیاه، لغزش، مرشد و مارگاریتا، روزها و شب‌ها، تشخیص، قماری بالاتر از زندگی، دختران خریدنی، کانال، تاتاراک و کاتین اشاره کرد.